# Monochaetum myrtoideum
El angelito o saltón (Monochaetum myrtoideum) es una especie de arbusto de la familia Melastomataceae, nativa de los Andes de Colombia y Venezuela, que se encuentra entre los 2.500 y 3.800 m de altitud.

## Descripción
Alcanza 3 m de altura. Glabro. Hojas un poco viscosas; pecíolo de 0,3 a 1 cm; lámina rígida, aovada a elíptica, de 1,5 a 4 cm de largo por 0,6 a 1,5 cm de ancho; entera. Inflorescencias paucifloras  muy numerosas, pedicelos de 0,5 a 1 cm. Flores 4 meras con bractéolas de 1 mm, prontamente caedizas; hipantio angosto de 5 a 8 mm de largo; sépalos angostamente lanceolados, agudos, de 4 a 5mm de largo, persistentes; pétalos color violeta, obovados, de 7 a 10mm de largo; estambres dimorfos, de color amarillo vivo, de 7 a 10 mm de largo. Fruto en cápsula de 8mm de largo.